# 亞當·金
亞當·金（英語：Adam King；1995年10月11日—）是一位蘇格蘭足球運動員，在場上的位置是中場。他現在效力於英格蘭足球超級聯賽球隊斯旺西城足球俱樂部。他也代表蘇格蘭國青隊參賽。